# IC 3877
IC 3877 ist eine Balken-Spiralgalaxie vom Hubble-Typ SBc im Sternbild Coma Berenices am Nordsternhimmel. Sie ist schätzungsweise 40 Millionen Lichtjahre von der Milchstraße entfernt.
Das Objekt wurde am 27. Januar 1904 von Max Wolf entdeckt.